# Driebes
Driebes település Spanyolországban, Guadalajara tartományban. Driebes Almoguera, Mondéjar, Mazuecos, Illana és Leganiel községekkel határos. Lakosainak száma 342 fő (2024).

## Népesség
A település népessége az utóbbi években az alábbiak szerint változott:
| Lakosok száma | 355  | 361  | 388  | 450  | 443  | 371  | 352  | 366  | 361  | 342  |
|               | 2001 | 2004 | 2006 | 2009 | 2011 | 2014 | 2016 | 2019 | 2021 | 2024 |